# Gas 5
Gas 5 er Gasolin's femte album, som udkom den 14. oktober 1975. Albummet var den første danske plade nogensinde der solgte 100.000 eksemplarer. Lysene på forsiden af coveret er routing-knapperne på mixeren, som havde 24 knapper på hver kanal svarende til sporene på båndmaskinen.

## Spor
1. "Rabalderstræde" (Larsen, Jønsson/Gasolin', Mogens Mogensen)
2. "Fatherless Hill" (Larsen, Gasolin'/Larsen)
3. "Lonesome Avenue" (Larsen/Larsen)
4. "Sjagge" (T. Petersen, Gasolin'/Gasolin', Mogens Mogensen)
5. "Masser af succes" (Larsen/Larsen, Mogens Mogensen)
6. "Refrainet er frit" (Gasolin'/Gasolin' Mogens Mogensen)
7. "Kvinde min" (Larsen/Gasolin', Mogens Mogensen)
8. "1975" (Larsen/Gasolin' Mogens Mogensen)
9. "Sct. Emetri" (Larsen, Jønsson/Gasolin', Mogens Mogensen)
10. "Good Time Charlie" (Gasolin'/ Gasolin', Skip Malone)